# HD 40084
HD 40084，又名BD+49 1428，SAO 40743、HR 2081，是一颗恒星，视星等为5.89，位于銀經162.95，銀緯12.7，其B1900.0坐标为赤經5h 51m 35.7s，赤緯+49° 12.7′ 49″。